# Championnat du monde des voitures de sport 1978
1977 1979
Le Championnat du monde des voitures de sport 1978 est la 26e saison du Championnat du monde des voitures de sport (WSC) FIA, également connu sous le nom de Championnat du monde d'endurance. Il est ouvert aux voitures FIA Groupe 5 et GT et aux voitures IMSA GTX et GTO5. Les autres catégories peuvent concourir mais ne sont pas éligibles, comme la catégorie IMSA pour le championnat constructeur WSC. Il s'est couru du 4 février 1978 au 3 septembre 1978, comprenant huit courses.
À partir de cette saison 1978, les Sport-prototypes de Groupe 6 ne participent plus à ce championnat. Pour cette saison seulement, un championnat d'Europe des voitures de sport sera organisé pour celles-ci.

## Calendrier
| Manche | Course                   | Circuit                        | Participants | Date           |
| ------ | ------------------------ | ------------------------------ | ------------ | -------------- |
| 1      | 24 Heures de Daytona     | Daytona International Speedway | 68           | 4 au 5 février |
| 2      | 6 Heures de Mugello      | Circuit du Mugello             | 27           | 19 mars        |
| 3      | 6 heures de Dijon        | Dijon-Prenois                  | 22           | 16 avril       |
| 4      | 6 Heures de Silverstone  | Circuit de Silverstone         | 27           | 14 mai         |
| 5      | 1 000 km du Nürburgring  | Nürburgring                    | 67           | 28 mai         |
| 6      | 6 Heures de Misano       | Misano                         | 19           | 25 juin        |
| 7      | 6 Heures de Watkins Glen | Watkins Glen International     | 44           | 8 juillet      |
| 8      | 6 Heures de Vallelunga   | Vallelunga                     | 23           | 3 septembre    |

## Résultats de la saison

### Attribution des points
Les points sont distribués aux dix premiers de chaque course dans l'ordre de 20-15-12-10-8-6-4-3-2-1 points, avec quelques exceptions :
- Les pilotes qui ne conduisent pas la voiture pour un certain pourcentage de tours dans une course n'ont pas droit aux points.
- Les constructeurs ne reçoivent les points que de leur voiture la mieux classée, les autres voitures du même constructeur ne marquant aucun point. Cependant les points sont attribués aux pilotes de ces voitures.
- Pilotes et constructeurs ne marquent aucun point s'ils n'accomplissent pas 90 % de la distance du vainqueur.

### Courses
| Manche | Circuit       | Équipe vainqueur                            | Résultats |
| Manche | Circuit       | Pilote vainqueur                            | Résultats |
| ------ | ------------- | ------------------------------------------- | --------- |
| 1      | Daytona       | #99 Brumos Porsche                          | Résultats |
| 1      | Daytona       | Rolf Stommelen Toine Hezemans Peter Gregg   | Résultats |
| 2      | Mugello       | #12 Gelo Racing Team                        | Résultats |
| 2      | Mugello       | John Fitzpatrick Hans Heyer Toine Hezemans  | Résultats |
| 3      | Dijon-Prenois | #2 Porsche Kremer Racing                    | Résultats |
| 3      | Dijon-Prenois | Bob Wollek Henri Pescarolo                  | Résultats |
| 4      | Silverstone   | #1 Martini Racing                           | Résultats |
| 4      | Silverstone   | Jochen Mass Jacky Ickx                      | Résultats |
| 5      | Nürburgring   | #3 Gelo Racing Team                         | Résultats |
| 5      | Nürburgring   | Klaus Ludwig Hans Heyer Toine Hezemans      | Résultats |
| 6      | Misano        | #7 Porsche Kremer Racing                    | Résultats |
| 6      | Misano        | Bob Wollek Henri Pescarolo                  | Résultats |
| 7      | Watkins Glen  | #30 Weisberg Gelo                           | Résultats |
| 7      | Watkins Glen  | Peter Gregg Toine Hezemans John Fitzpatrick | Résultats |
| 8      | Vallelunga    | #3 Porsche Kremer Racing                    | Résultats |
| 8      | Vallelunga    | Bob Wollek Henri Pescarolo                  | Résultats |

### Championnat du monde des constructeurs
Il n' y a qu'un seul classement, toutes catégories confondues.
Seuls les six meilleurs résultats sont pris en compte dans le classement. Les autres points ne sont pas comptabilisés et sont indiqués en italique.
| Pos | Constructeur | 1  | 2  | 3  | 4  | 5  | 6  | 7  | 8  | Total |
| --- | ------------ | -- | -- | -- | -- | -- | -- | -- | -- | ----- |
| 1=† | Porsche - I  | 20 | 20 | 20 | 20 | 20 | 20 | 20 | 20 | 120   |
| 1=  | Porsche - II |    |    |    | 12 |    |    |    |    | 12    |
| 2   | BMW          |    | 20 | 20 | 20 | 20 | 20 | 20 | 20 | 120   |
| 3=  | Chevrolet    |    |    |    |    |    |    | 10 |    | 10    |
| 3=  | Fiat         |    |    |    |    |    | 10 |    |    | 10    |
| 5=  | Renault      |    |    |    |    |    | 8  |    |    | 8     |
| 5=  | de Tomaso    |    | 6  |    |    | 2  |    |    |    | 8     |
| 7   | Jaguar       |    |    |    |    |    |    | 6  |    | 6     |
| 8=  | Ford - II    |    |    |    |    | 4  |    |    |    | 4     |
| 8=  | Ford -I      |    |    |    | 1  |    |    |    |    | 1     |
| 9   | Ferrari      | 3  |    |    |    |    |    | 1  |    | 4     |
| 10= | Volkswagen   |    |    |    |    | 3  |    |    |    | 3     |
| 10= | Lancia       |    | 3  |    |    |    |    |    |    | 3     |

† - À égalité de points, Porsche est déclaré vainqueur avec huit victoires contre sept pour BMW.

### Challenge mondial des pilotes d'endurance
- John Paul Sr.